# Lonchocarpus filipes
Lonchocarpus filipes är en ärtväxtart som beskrevs av George Bentham. Lonchocarpus filipes ingår i släktet Lonchocarpus och familjen ärtväxter. Inga underarter finns listade i Catalogue of Life.